# NGC 5377
NGC 5377 je prečkasta spiralna galaktika u zviježđu Lovačkim psima.

## Vanjske poveznice
- (engl.) SEDS: NGC 5377
- (engl.) Revidirani Novi opći katalog
- (engl.) Izvangalaktička baza podataka NASA-e i IPAC-a
- (engl.) Astronomska baza podataka SIMBAD
- (engl.) VizieR
- DSS-ova slika NGC 5377  Arhivirana inačica izvorne stranice od 25. veljače 2016. (Wayback Machine)